# Mögelin

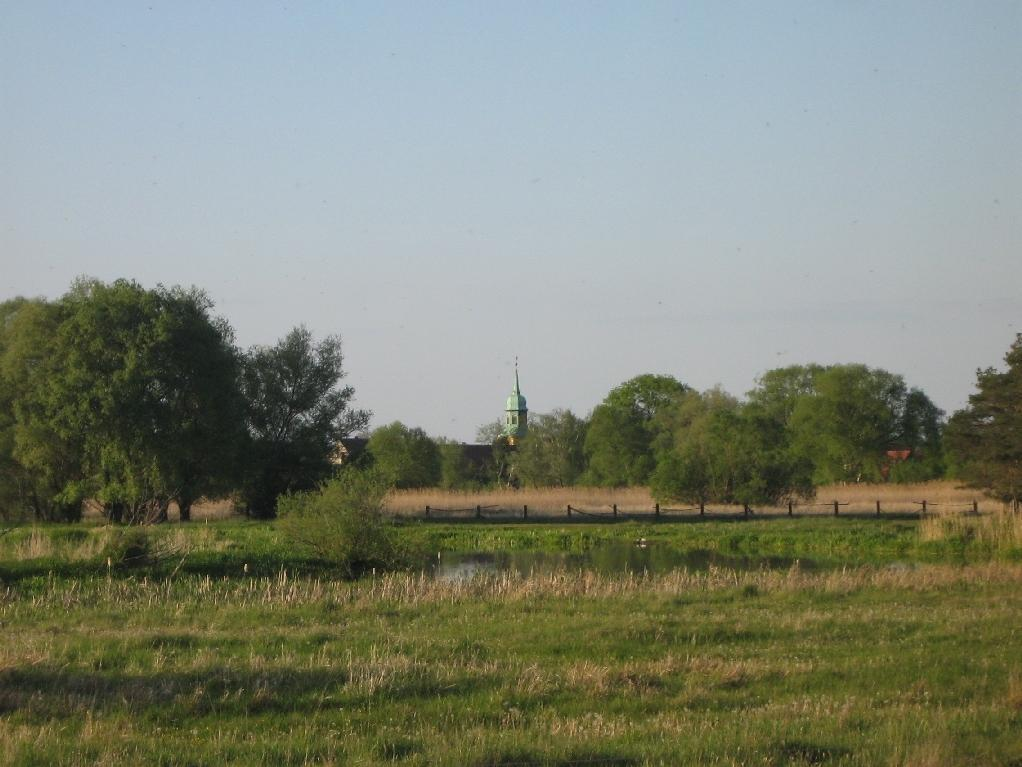
Blick über die Havelwiesen
auf den Kirchturm des Ortes

Mögelin ist seit dem 31. Dezember 2002 ein Ortsteil der Stadt Premnitz im Landkreis Havelland in Brandenburg, bis zum 30. Dezember 2002 war Mögelin eine eigenständige Gemeinde im ehemaligen Amt Premnitz.

## Topografie
Der Ort liegt in einer Höhe von 30 m ü. NHN. Er umfasst eine Fläche von 14,39 km² und hat bei 1418 Einwohnern (Stand: 31. Dezember 2001) eine Bevölkerungsdichte von 99 Einwohner/km². Der Ort liegt an der Bundesstraße 102 zwischen Premnitz und Rathenow und an der Brandenburgischen Städtebahn und verfügte von 1904 bis 1995 über einen Bahnhof, seit 1995 über einen eigenen Haltepunkt.
Unweit befindet sich die Havelinsel Grubenwiese.

## Klima
|                       | Jan  | Feb | Mär | Apr  | Mai  | Jun  | Jul | Aug  | Sep  | Okt  | Nov  | Dez  |   |       |
| Mittl. Tagesmax. (°C) | 3    | 5   | 8   | 14   | 19   | 22   | 24  | 24   | 19   | 13   | 7    | 3    | ⌀ | 13,5  |
| Mittl. Tagesmin. (°C) | −1   | −1  | 1   | 4    | 9    | 12   | 14  | 14   | 10   | 6    | 2    | 0    | ⌀ | 5,9   |
|                       |      |     |     |      |      |      |     |      |      |      |      |      |   |       |
| Niederschlag (mm)     | 4,51 | 3,8 | 3,4 | 3,27 | 4,49 | 5,72 | 6,9 | 5,19 | 5,06 | 4,19 | 3,94 | 4,48 | Σ | 54,95 |

| −1 |

| −1 |

| 1 |

| 4 |

| 9 |

| 12 |

| 14 |

| 14 |

| 10 |

| 6 |

| 2 |

| 0 |

| −1 |

| −1 |

| 1 |

| 4 |

| 9 |

| 12 |

| 14 |

| 14 |

| 10 |

| 6 |

| 2 |

| 0 |

| N i e d e r s c h l a g | 4,51 | 3,8 | 3,4 | 3,27 | 4,49 | 5,72 | 6,9 | 5,19 | 5,06 | 4,19 | 3,94 | 4,48 |
|                         | Jan  | Feb | Mär | Apr  | Mai  | Jun  | Jul | Aug  | Sep  | Okt  | Nov  | Dez  |

## Kommunikation und Infrastruktur
Mögelin ist im Rahmen des ÖPNV durch die Havelbus Linie 675 der HVGR mit Rathenow und Kaltenhausen und durch die Havelbus Linie 676 der HVGR mit Rathenow, Premnitz und Gapel verbunden. Der Haltepunkt Mögelin der Brandenburgischen Städtebahn verbindet den Ort mit Brandenburg an der Havel und Rathenow.
Die postalische Erreichbarkeit der Mögeliner Bürger wird mittels der Postleitzahl: 14727 Premnitz (der Zusatz OT Mögelin ist möglich) und die telefonische Erreichbarkeit mittels der Vorwahl: 03386 sichergestellt. Mögelin ist größtenteils DSL-fähig, wobei im südlichen Bereich DSL-Geschwindigkeiten bis zu 3000 kBit/s erreicht werden, im nördlichen Bereich hingegen nur 1536 kBit/s, lediglich der Bereich Heiningsweg und ein Teilbereich der Ringstraße quälen sich mit DSL-Geschwindigkeiten von 384 bis 786 kBit/s wegen der größeren Entfernung zum Standort der Deutschen Telekom AG in der Premnitzer Bergstraße.
Im Jahr 2012 hat die Deutsche Telekom neue Glasfaserleitungen zwischen Premnitz und Mögelin verlegt und neue DSL-Umsetzer im Ort installiert. Seit November sind im Ortsbereich bis zu 16000 kBits/s Übertragungsgeschwindigkeit möglich.

## Politik
Mögelin hat einen Ortsbeirat, der sich aus fünf Mitgliedern zusammensetzt, ein Mitglied wird zum Ortsvorsteher gewählt. Ehrenamtlicher Ortsvorsteher ist Andreas Hille, parteilos, als Kandidat auf der Liste der SPD.
Mögelin wird durch die Stadt Premnitz verwaltet.

## Geschichte

### Feuer und Wasser

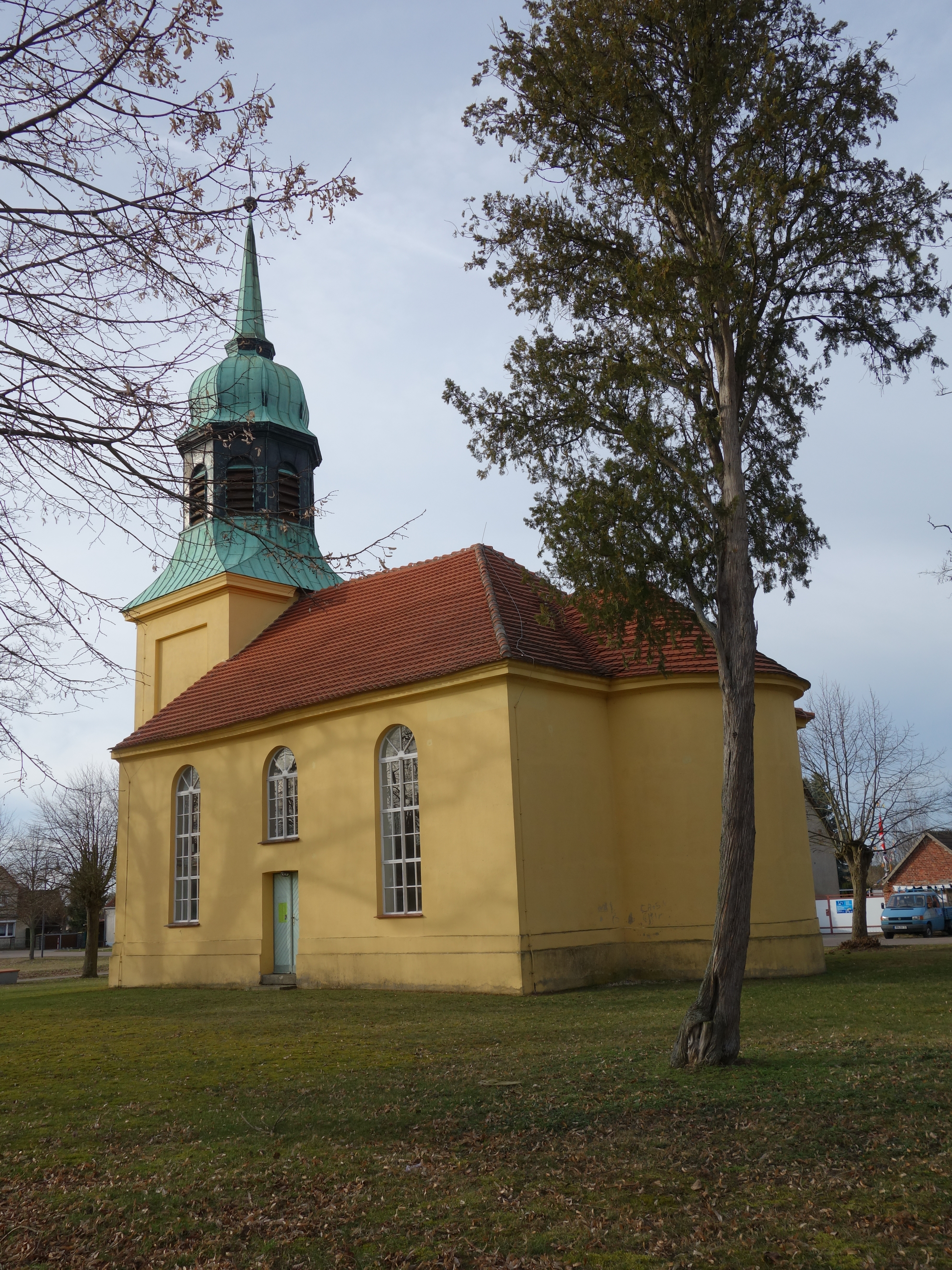
Dorfkirche von Mögelin

Mögelin fand am 15. Juni 1345 erste urkundliche Erwähnung und die erste Mögeliner Kirche ist wahrscheinlich ein Bau von 1574. Während des Dreißigjährigen Krieges brannte Mögelin am 27. Mai 1638 nieder, angezündet von den Truppen des schwedischen Obersten Hünerbeck. Dem Element Feuer folgte am 13. Februar 1655 das Element Wasser, ein Ereignis, welches in der Mögeliner Geschichte als die Große Überschwemmung verzeichnet ist. Sie richtete nicht nur großen Schaden an den Scheunen an, sondern auch an der bevorstehenden Roggenernte, die auf den Feldern versoff. Nachdem die Schäden von Feuer und Wasser im Dorf behoben waren, wurde im Jahre 1660 die abgebrannte Kirche wieder errichtet. Das Feuer war jedoch das beherrschende Element dieser Zeit. Es kam 1768, 1826 und 1874 zu verheerenden Dorfbränden. So brannte in der Nacht vom 5. zum 6. Dezember 1768 das gesamte Dorf, außer der Kirche und fünf Büdnerhäusern, vollständig nieder. Es wurde jedoch wieder aufgebaut.
Die Mögeliner Ziegelherstellung geht bis auf die Mitte des 17. Jahrhunderts zurück, wo ein Jocip Winkoop (Michael Wienkopp) um 1650 als Ziegelbrenner in der damaligen fürstlichen Ziegelei genannt wurde. Der Name Wienkopp blieb für rund 200 Jahre mit der Mögeliner Ziegelei eng verbunden. Erst 1870, mit dem Verkauf der Ziegelei an Ferdinant Ziem, endete die Ära der Familie Winkoop als Ziegelbrenner in Mögelin. Ferdinant Ziem ließ die Mögeliner Ziegelproduktion durch den Bau eines Ringofens und durch den Betrieb von Maschinen wesentlich erweitern. Die Produktion von Ziegeln in Mögelin endete mit der Stilllegung der Ziegelei während des Ersten Weltkrieges.

### Der Alte Fritz und die Raupen
Die Seidenraupenzucht, mit welcher die Mögeliner um 1750 gemäß einer Verordnung über die Anpflanzung von Maulbeerbäumen und Zucht von Seidenraupen vom November des Jahres 1742 vom Alten Fritzen begonnen hatten, musste nach langjährigen Bemühungen und ohne den erwünschten Erfolg wieder eingestellt werden.
Im Jahr 1746 bestimmte der Alte Fritz in einer Vorschrift, dass die Maulbeerbäume nicht zu beschädigen seien, und stellte dies 1749 unter Strafe. Selbst das Anbringen einer Leine zwischen den Bäumen zum Trocknen der Wäsche wurde verboten. Forciert wurden die Aktivitäten einer Seidenraupenzucht im Dorf durch Prämien, welche 1750 als Anreiz für die Prediger, Küster und Schulmeister ausgesetzt worden waren. Im Jahre 1752 folgte ein Reglement für die Seidenraupenzüchter, wie sie mit dem Anbau der Maulbeerbäume zu verfahren haben. Das Reglement wies noch einmal darauf hin, dass es einen königlichen Befehl gibt, wonach die Kirchhöfe mit Maulbeerbäumen zu bepflanzen seien und sie sich der Sache noch ernsthafter anzunehmen haben. Die Kirchenpatrone sollten bei der Umsetzung letzter Anweisung einbezogen werden. Eine 1774 erschienene Broschüre klärte darüber hinaus detailliert über die Haltung der Raupen und den Anbau der Bäume praktisch auf. Mit der Errichtung der Seidenbauinspektion Potsdam um 1790 erfolgte der letzte Versuch, eine brandenburgische Samt- und Seidenindustrie zu begründen.

### 19. Jahrhundert bis 1989
Im 19. und zu Beginn des 20. Jahrhunderts veränderte das Dorf mehrfach seine Struktur. So wurde 1844 die Mögeliner Kirche umgebaut und 1854 der Neubau der Schule in der Hauptstraße eingeweiht. Bereits 1904 ersetzte ein Schulneubau in der Schulstraße das vorherige Gebäude. Die alte Schule in der Hauptstraße wurde später Sitz der Gemeindeverwaltung. Ein von Juni 1854 bis Mai 1856 langanhaltendes Hochwasser beeinträchtigte die Landwirtschaft so sehr, dass Gras im Wasser gemäht und auf Kähnen heraustransportiert wurde. Die Wiesen standen 22 Monate lang ständig unter Wasser. Seit 1886, als die  Chaussee Rathenow–Mögelin–Premnitz–Milow fertig gestellt war, bestand zwischen diesen Orten eine Pferdeomnibusverbindung.
Mit der Aufnahme des Eisenbahnverkehrs am 25. März 1904 am Mögeliner Bahnhof durch die Brandenburgischen Städtebahn erhielt Mögelin Anschluss an die große weite Welt. 1913 setzte sich mit dem Einzug des elektrischen Stroms der technische Fortschritt in Mögelin durch die Überlandzentrale Rathenow fort. Ein Jahr zuvor wurde der neue Friedhof eröffnet. Auch aus sportlicher Sicht war Mögelin auf Höhe der Zeit, denn am 11. Oktober 1913 wurde der Mögeliner Sportclubs 1913 e. V. gegründet.
Im Jahr 1934 erhielt der Kirchturm sein heutiges Aussehen und 1935 wurde der Güterschuppen am Bahnhof in Betrieb genommen. Mit dem Ausbau der Chaussee Rathenow-Premnitz 1936/37 wurde dem verstärkten Automobilverkehr Tribut gezollt. Ob der Bau des Fahrradweges Rathenow-Mögelin-Premnitz 1939 dem Erholungsbedürfnis der Industriearbeiter der umliegenden Industriestandorte zu verdanken ist oder einfach als Arbeitsweg dienen sollte, ist ungeklärt. 1942 gründete die Firma Baumgart einen Rüstungsbetrieb in Mögelin, in dem wohl Kriegsgefangene und Zwangsarbeiter beschäftigt wurden. Dies lassen Gräber von Kriegsgefangenen und Zwangsarbeitern auf dem Friedhof von Mögelin vermuten. Nach dem Krieg, zu Zeiten der DDR, waren auf dem Gelände der VEB Werkzeug- und Optikmaschinenfabrik Rathenow-Mögelin (WEMARA)  welcher unter anderem Drehmaschinen produzierte – und VEB Kombinat Carl Zeiss Jena, Ingenieurbetrieb für Rationalisierung ansässig.
Im Jahre 1962 wurde der Bau der Umgehungsstraße der heutige Mögeliner Chaussee beendet. Die Döberitzer Straße erhielt 1988 eine neue Fahrbahndecke aus Beton und Mögelin wurde an das zentrale Trinkwassernetz angeschlossen.

### Nach der deutschen Wiedervereinigung 1990

Mögeliner Ortseingangsschild bis 2003

Nach der Wende ist auf dem Betriebsgelände des früheren Rathenower Optischen Werkes ein Gewerbegebiet entstanden.
Am 28. Mai 1995 wurde der Mögeliner Bahnhof geschlossen, womit Mögelin nur noch einen Haltepunkt im bahntechnischen Sinne darstellt. 1995 wurde die Restaurierung der Kirche abgeschlossen und mit dem Bau der Eigenheimsiedlung an der Triftstraße begonnen. Seit dem 17. Dezember 1996 haben die Mögeliner die Möglichkeit, ihre Häuser mit Erdgas zu heizen, denn Mögelin wurde an das regionale Erdgasversorgungsnetz angeschlossen. Vom Oktober 1997 bis Juni 1998 dauerten die Rekonstruktionsbauarbeiten an der Hauptstraße und vom November 1999 bis Dezember 2000 entstand am Kirchplatz ein neues Feuerwehrhaus für die Freiwillige Feuerwehr. Für die vom Brandenburger Landtag beschlossene Gemeindegebietsreform sprach sich die Gemeindevertretung am 24. Oktober 2001 für ein freiwilliges Zusammengehen mit der Stadt Premnitz aus. Am 20. Januar 2002 fand die eine Abstimmung zur Gemeindegebietsreform statt mit folgendem Ergebnis:
| Einwohner         | Anzahl |
| ----------------- | ------ |
| stimmberechtigt   | 1083   |
| teilgenommen      | 541    |
| für Premnitz      | 377    |
| gegen Premnitz    | 159    |
| ungültige Stimmen | 5      |

Das Ergebnis war eindeutig für eine Eingliederung. Dazu fand am 5. März 2002 die Unterzeichnung des „Vertrages über die Eingliederung der Gemeinde Mögelin in die Stadt Premnitz“ statt, welcher am 1. Januar 2003 in Kraft trat.
Am 15. Oktober 2003 begannen auf dem Gelände des Havelland-Sportplatzes die Bauarbeiten zum neuen Sport- und Gemeindezentrum und nach einer zehnmonatigen Bauzeit erfolgte am 19. August 2004 die Schlüsselübergabe und dessen Einweihung.
Nachdem im Sommer 2004 mit der umfangreichen Rekonstruktion der Bahnlinie Brandenburg – Rathenow begonnen worden war, konnte diese am 27. Juni 2005 den Betrieb wieder aufnehmen. Im Rahmen der Baumaßnahmen erhielt der Haltepunkt Mögelin einen neuen Bahnsteig. Am 31. Mai 2006 nutzte der Bundespräsident Horst Köhler den Mögeliner Bahnsteig zum Umstieg von Bahn auf Bus anlässlich seines Besuchs der Landesgartenschau in Rathenow. Auf dem Bahnsteig begrüßt wurde der Bundespräsident, welcher mit dem Weltmeisterzug von 1954 anreiste, vom Brandenburgischen Ministerpräsidenten Matthias Platzeck. Am 17. Juni 2005 zogen der Jugendklub und das MultiMediaZentrum im Obergeschoss des Sport- und Gemeindezentrums ein.
Am 20. Mai 2005 weihte die Ortsverwaltung den Biwakplatz an der Mögeliner Havel ein und leistete damit einen Beitrag zur Förderung des Wassertourismus der Region. Wegen ständigen Vandalismus wurde dieser Platz 2009 fast vollständig zurückgebaut.

### Einwohnerentwicklung
| Jahr      | 1875 | 1910 | 1939  | 1950  | 1989 | 1998  | 2000  | 2010  | 2012  |
| --------- | ---- | ---- | ----- | ----- | ---- | ----- | ----- | ----- | ----- |
| Einwohner | 0448 | 0591 | 1.065 | 1.130 | 0824 | 1.258 | 1.399 | 1.249 | 1.277 |

Quelle: 